# La Motte-en-Champsaur
La Motte en Champsaur é uma comuna francesa na região administrativa da Provença-Alpes-Costa Azul, no departamento de Altos-Alpes. Estende-se por uma área de 52,8 km². Em 2010 a comuna tinha 222 habitantes (densidade: 4,2 hab./km²).